# Bärösund
Bärösund är ett sund i Kumlinge kommun på Åland (Finland). Det ligger mellan Enklinge i norr och Bärö i söder, 50 km nordost om huvudstaden Mariehamn.